# Cintura dei Golpe
Con il termine giornalistico e geopolitico Cintura dei Golpe (in inglese "Coup Belt") si fa riferimento a una zona dell'Africa interessata da una serie di colpi di Stato militari a partire dal 2020, avvenuti in particolare nel Sahel e nella parte centro-occidentale del continente.

## Origine del termine
Il termine è stato coniato nel 2021 dal giornalista e avvocato nigeriano Festus Adedayo, per descrivere la serie di colpi di stato che avevano avuto luogo in Mali, Burkina Faso e Guinea nello stesso anno. Da allora, il termine è stato utilizzato per riferirsi a tutti i golpe militari che hanno avuto luogo in questa regione a partire dal 2020.
I golpe sono:
- Il colpo di Stato in Mali del 2020
- Il tentato colpo di Stato in Niger del 2021
- L'uccisione in combattimento del presidente Idriss Déby in Ciad nel 2021
- Il colpo di Stato in Mali del 2021
- Il colpo di Stato in Guinea del 2021
- Il colpo di Stato in Sudan del 2021
- I due colpi di Stato in Burkina Faso del 2022 (gennaio e settembre)
- Il colpo di Stato in Niger del 2023
- Il colpo di Stato in Gabon del 2023

## Storia

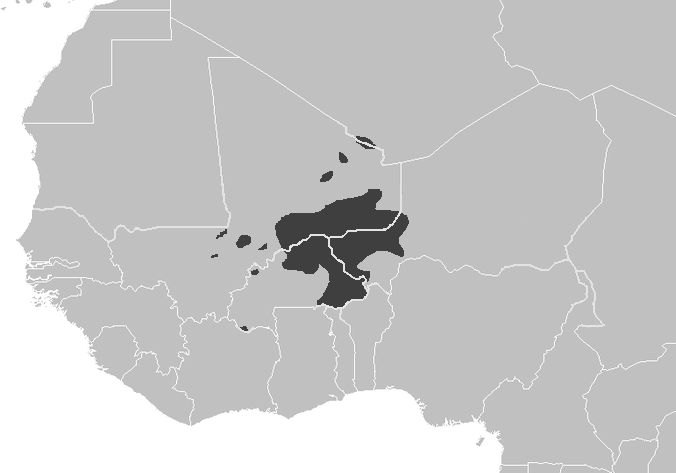
Mappa raffigurante le aree di attività dell'ISWAP nel Sahel occidentale.

Dal 1990, ventuno dei ventisette colpi di stato avvenuti nell'Africa subsahariana hanno avuto luogo nelle ex colonie francesi, e ciò ha portato politici e giornalisti a chiedersi se l'influenza francese in Africa abbia un impatto destabilizzante. Le giunte militari di Burkina Faso e Mali hanno annullato gli accordi militari che consentivano alle truppe francesi di operare sul loro territorio, seguite dal Niger che, in seguito alla crisi del 2023, ha costretto le forze francesi a ritornare in patria. Alcuni paesi, come il Mali, hanno addirittura eliminato il francese come lingua ufficiale. L'ECOWAS ha cercato attivamente di cambiare questa situazione, ma senza successo: ha sospeso il Mali e la Guinea dopo i rispettivi colpi di stato del 2021, e il Niger dopo il colpo di Stato del 2023.
I golpe avvenuti dal 2020 ad oggi sono stati di natura simile; la maggior parte di essi è stata causata da militari insoddisfatti che hanno criticato la gestione dei rispettivi governi nei confronti dei gruppi terroristici islamici insorti che minacciano la sicurezza della zona dal 2011. A non aiutare c'è l'instabilità politico-economica che da anni colpisce il continente africano, di recente aggravatasi a causa della Pandemia di COVID-19 (2020 - 2023). Le giunte entranti tendono anche a cercare sostegno e intraprendere relazioni con paesi come la Russia (in particolare cercano l'appoggio del Gruppo Wagner) e la Turchia. Invece tendono ad allontanarsi diplomaticamente dalla Francia, nonostante l'aiuto da essa fornito contro gli insorti islamici attraverso l'Operazione Barkhane. Questo spazio progressivamente lasciato vuoto dall’Occidente sta venendo occupato dalla Russia, la quale si pone come bastione contro l’imperialismo e il colonialismo e a favore della creazione di un mondo “multipolare”. L’artificio narrativo – in quanto la Russia persegue, come tutte le potenze globali, i propri interessi strategici – pone su di un livello superiore proprio gli Stati africani, i quali sono rintracciabili come potenze minori nello scacchiere internazionale, mancanti di una legittimità paritetica piena nell’ordine liberale così congeniato.